# George Roberts (rugby à XV)
Pour les articles homonymes, voir George Roberts et Roberts.
Pas d'image ? Cliquez ici

a Compétitions nationales et continentales officielles uniquement.

b Matchs officiels uniquement.
George Roberts, né le 13 février 1914 à Édimbourg et mort le 2 août 1943 à Kanchanaburi, est un joueur de rugby à XV qui a évolué au poste d'arrière pour l'équipe d'Écosse de 1938 à 1939.

## Biographie
George Roberts obtient sa première cape internationale à l'âge de 23 ans le 5 février 1938, à l'occasion d’un match contre l'équipe du pays de Galles. Il évolue pour l'équipe d'Écosse qui remporte la triple couronne en 1938. George Roberts connaît sa dernière cape internationale à l'âge de 27 ans le 18 mars 1939, à l'occasion d'un match contre l'équipe d'Angleterre.

## Statistiques en équipe nationale
- 5 sélections avec l'équipe d'Écosse
- Sélections par année : 3 en 1938, 2 en 1939.
- Tournois britanniques de rugby à XV disputés : 1938, 1939.